# Natriumhypofosfiet
Natriumhypofosfiet is een natriumzout van onderfosforigzuur en draagt als brutoformule NaPO2H2. De stof komt voor als reukloze, witte kristallen, die vrij goed oplosbaar zijn in water. Het komt vooral voor als een monohydraat: NaPO2H2 · H2O.
Natriumhypofosfiet is een sterke reductor.

## Toxicologie en veiligheid
Natriumhypofosfiet ontleedt bij verbranding, met vorming van het toxische fosfinegas. Dit kan irritatie veroorzaken aan de luchtwegen. De stof is een reductor en reageert hevig met oxiderende stoffen.